# Alpha Prime
Alpha Prime je počítačová hra, z žánru střílečky z pohledu první osoby, vyvinutá firmou Black Element Software a vydaná v roce 2007. Námět příběhu hry napsal Ondřej Neff. Samotná hra používá engine Enforce2 vyvinutý v Black Element Software. Jako u hry Half Life 2 se uskutečnilo Severoamerické vydání hry Alpha Prime přes systém Steam. Steam je potřeba k aktivaci hry, i když byla zakoupena u maloobchodního prodejce.

## Gameplay
Hra má celkově 10 levelů a okolo 14 druhů nepřátel. Herní mechanismy umožňují interaktivitu prostředí, hackování systému a "bullet time" systém.

## Vývoj
První ukázky hry byl promítány během E3 2006. Během předvádění bylo odhaleno, že hra bude podporovat systém firmy AGEIA (nyní součást nVidie), a to systém PhysX pro fyzikální procesor. Systém vytvořený pro hru, který umožňoval hráči obsluhovat elektronická zařízení, původně známý jako "Remote Hacking Device", byl později přejmenován na "Remote Control (ReCon)".

Vývojáři se během vývojové fáze rozhodli, že hráč nebude mít možnost volby ve hře ani možnost ovlivnit vzhled hlavní postavy, neboť hra nebyla RPG a obsahovala hráčem kontrolovaná vozidla a přednastavené zbraně. Speciální ohled během vývoje byl brán na realismus a výrazy obličeje u nehratelných postav (NPC). Vývojáři se také rozhodli vytvořit hru primárně lineární, a to především kvůli většinovému zákaznictvu. Vývojáři také použili specifické cesty k vytvoření umělé inteligence; tak adaptibilní, jak to jen bylo možné. Hra je poháněna enginem Enforce 2 s použitím Havok Physics.
7. července 2009 byl kvůli dlouhodobým stížnostem hráčů vydán patch. Přidal full-screen anti-aliasing, opravil problémy se zvuky ve Windows Vista, srovnal obtížnost. Nepřátelé mají méně života, lépe se trefují a po zabití z nich hráč může získat víc nábojů.

## Soundtrack
Soundtrack byl složen skladatelem Jaroslavem Kašným a skládá se ze šestnácti "industriálních" skladeb. Tento soundtrack byl zdarma uvolněn na webových stránkách.

## Přijetí
Hra obdržela většinou průměrné hodnocení, především kvůli mnoha chybám ve hře. Nepřátelé byli kritizováni za velkou obtížnost, a to především kvůli perfektnímu míření na velké vzdálenosti, což vedlo hráče k metodě save'n'load (ulož a nahraj). Dabing byl hodnocen jako nekvalitní, stejně jako zvukové efekty, mezi kterými chyběl "úder". Hra postrádala multiplayer, za což také sklízela kritiku. Na druhou stranu, na hře byl kladně přijímán engine s říznými vizuálními efekty.